# Уметьгурт
Уметьгурт — деревня в Селтинском районе Удмуртской республики.

## География
Находится в западной части Удмуртии на расстоянии менее 1 км на восток по прямой от районного центра села Селты.

## История
Известна с 1802 года как починок с 11 дворами удмуртов. В 1873 году здесь 25 дворов, в 1893 (уже деревня) — 48, в 1905 (уже деревня) — 52, в 1920 — 75 (русских 35 и удмуртских 40), в 1924 — 81. До 2021 года входила в состав Колесурского сельского поселения.

## Население
Постоянное население составляло 44 мужчины (1802), 206 человек (1873), 295 (1893, 143 удмурта и 152 русских), 445 (1905), 451 (1924), 236 человек в 2002 году (русские 27 %, удмурты 70 %), 230 в 2012.